# Udea exalbalis
Udea exalbalis is een vlinder uit de familie van de grasmotten (Crambidae), uit de onderfamilie van de Spilomelinae. De wetenschappelijke naam van deze soort is voor het eerst voorgesteld als Pionea elutalis var. exalbalis door Aristide Caradja in een publicatie uit 1916.
De soort komt voor in Oekraïne, Europees-Rusland, Kazachstan en Siberië.